# Intershop (Handel)

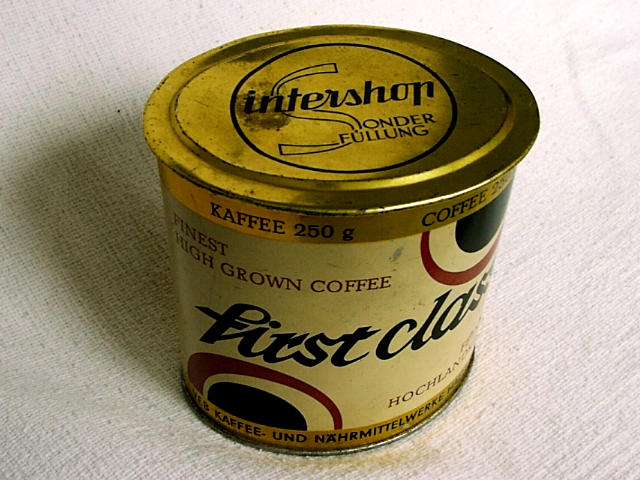
Kaffeedose first class Feinster Hochlandkaffee intershop Sonderfüllung, VEB Kaffee- und Nährmittelwerke Halle/Saale

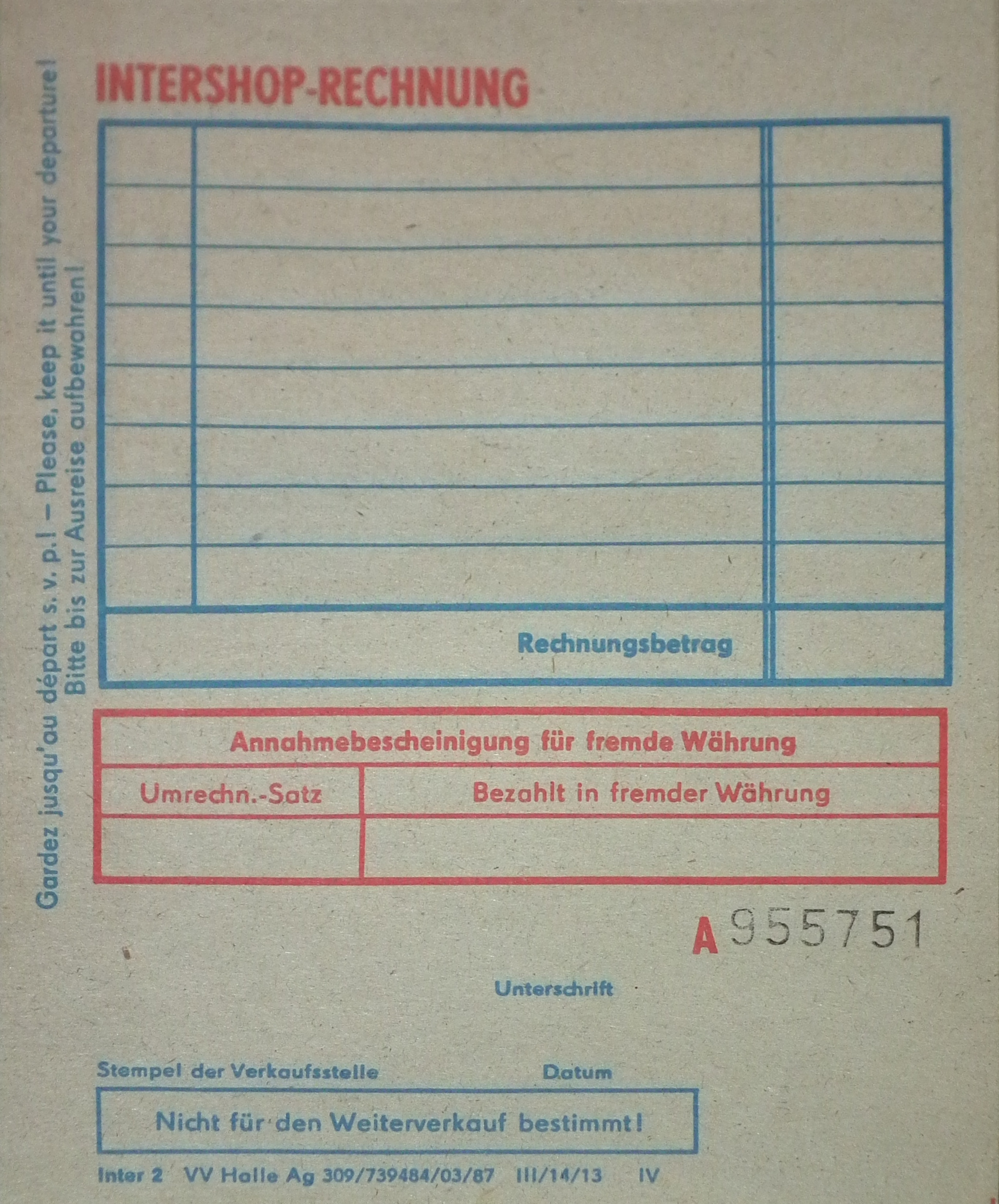
Intershop-Rechnungsformular

Intershop war eine Einzelhandelskette in der DDR, deren Waren nur mit konvertierbaren Währungen, später auch mit Forumschecks, jedoch nicht mit Mark der DDR bezahlt werden konnten. Ein unvermeidbarer Nebeneffekt war, dass der normale DDR-Bürger dadurch einen begrenzten Einblick in das Warenangebot des Westens bekam. Vorläufer-Namen für den Intershop waren nach Angaben des Historikers Matthias Judt Transitlager und Internationaler Basar.

## Geschichte
Am 14. Dezember 1962 wurde in der DDR die staatliche Handelsorganisation „Intershop GmbH“ von Vertretern der Mitropa und der Deutschen Genußmittel GmbH gegründet. Diese sollte die in der DDR im Umlauf befindlichen frei konvertierbaren Währungen (Devisen, Valuta) abschöpfen. Zielgruppe waren anfangs Transitreisende und Besucher aus dem westlichen Ausland. Die ersten noch mobilen Verkaufsstände wurden in Ost-Berlin im Bahnhof Friedrichstraße eingesetzt. Hier wurden hauptsächlich Zigaretten zu einem wesentlich günstigeren Preis als in West-Berlin verkauft. Nach und nach kamen Alkoholika und andere Waren hinzu. 1962 wurden eine Million DM umgesetzt.
Anfangs wurde der Intershophandel von der Mitropa organisiert. Mit der Einrichtung der ersten Interhotels wurde dort ein sogenannter „Zimmerservice“ eingeführt. Dieser war meist in einem Hotelzimmer untergebracht und sollte an Ort und Stelle zum Ausgeben von Valutawährungen animieren. Nach und nach wuchsen diese Geschäfte.

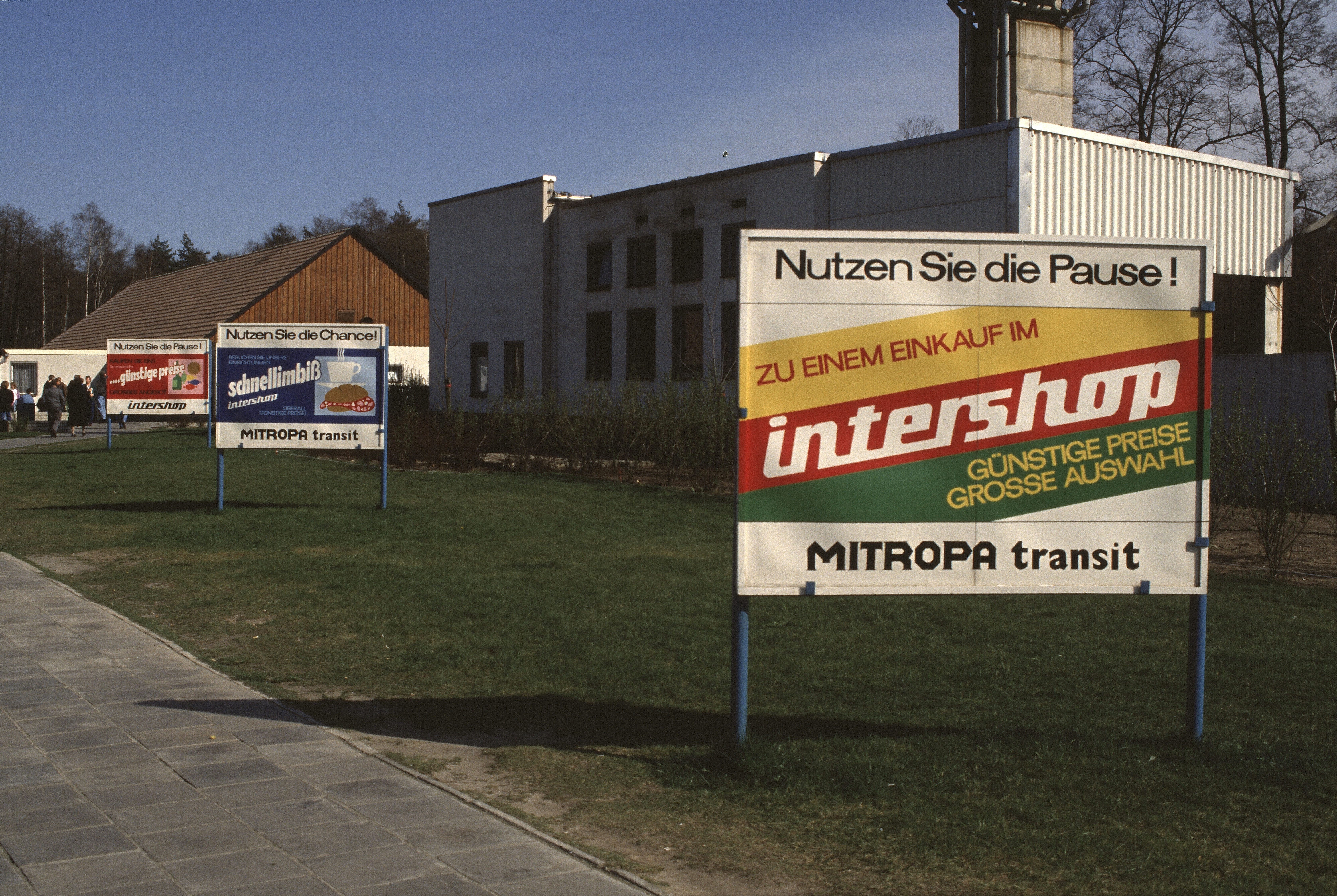
Werbung für einen Intershop auf einer Autobahn-Raststätte

Später wurden Intershops an Grenzübergangsstellen, auf Rastplätzen an den Transitstrecken zwischen der Bundesrepublik Deutschland und West-Berlin (Inter-Tank) und auf Bahnhöfen, Flug- und Fährhäfen eingerichtet. Bezahlt werden konnte mit jeder frei konvertierbaren Währung, vor allem mit Westmark (DM). Das Sortiment umfasste Nahrungsmittel, Alkoholika, Tabakwaren, Kleidung, Spielwaren, Schmuck, Kosmetika, technische Geräte, Tonträger und vieles mehr. Diese Produkte gab es in der DDR für die offizielle Währung Mark der DDR gar nicht oder nur vereinzelt zu kaufen, obwohl der größte Teil des Warenangebots im Rahmen der Gestattungsproduktion in der DDR für Westfirmen produziert wurde. Für die Versorgung der Intershop-Läden mit Waren war die zum Bereich Kommerzielle Koordinierung gehörende „forum Außenhandelsgesellschaft mbH“ mit 900 Mitarbeitern zuständig.
Bis 1974 war es Bürgern der DDR offiziell verboten, Valuta zu besitzen (siehe Westgeld). Durch Erlass des Ministerrates der DDR wurde dieses Verbot aufgehoben und auch DDR-Bürger durften seitdem in den meisten Intershops einkaufen. Die an Autobahnraststätten gelegenen sogenannten „Transitshops“ – teilweise mit Selbstbedienung – waren jedoch nach wie vor nur für Reisende aus dem „Nichtsozialistischen Wirtschaftsgebiet“ zugänglich, weshalb an den Eingängen die Reisedokumente vorgezeigt werden mussten. Zudem bestand das Angebot aus zollfreien Waren (Zigaretten, Spirituosen, Kaffee und Parfum) sowie Markenkleidung, Uhren und Schmuck. Die Verkaufspreise für diese Waren lagen deutlich unter dem Preisniveau in der Bundesrepublik Deutschland und West-Berlin, während die Intershop-Preise für die Waren, die vor allem von DDR-Bürgern gefragt waren, relativ hoch waren. DDR-Bürger konnten die Mark der DDR nicht legal gegen Valutawährung eintauschen. Legal waren nur Valutageschenke von Verwandten aus dem westlichen Ausland oder Arbeitsentgelt für Tätigkeiten im westlichen Ausland, das anteilig in Valuta ausgezahlt wurde. 1974 gab es 271 Intershops. Da dies ein ideologisches Problem darstelle, nahm der Staatsratsvorsitzende Erich Honecker 1977 zu den Intershops Stellung:

„Diese Läden sind selbstverständlich kein ständiger Begleiter des Sozialismus. Wir können aber nicht an der Tatsache vorbeigehen, daß besonders der große Besucherstrom viel mehr Devisen unter die Leute bringt, als das früher der Fall war. Bekanntlich kommen zu uns im Jahr etwa 9,5 Millionen Gäste aus kapitalistischen Ländern, die bei uns essen, zum großen Teil übernachten und selbstverständlich auch Geld in den Taschen haben. Durch die Intershop-Läden haben wir die Möglichkeit geschaffen, daß diese Devisen bei uns im Lande bleiben.“

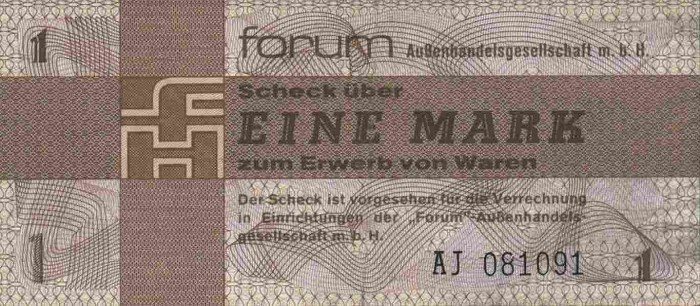
Forumscheck über 1 Mark

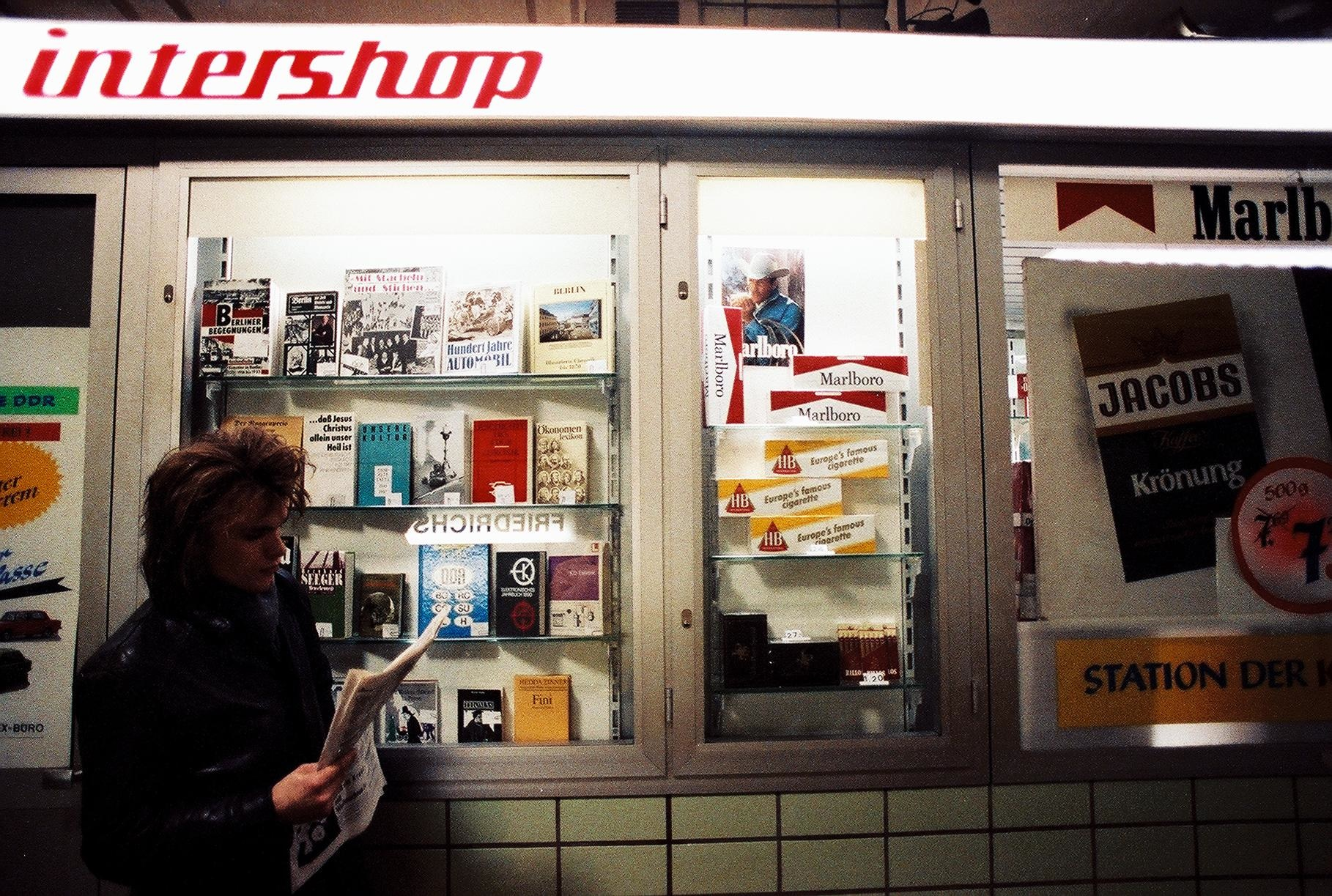
Intershop auf einem U-Bahnsteig des Bahnhofs Berlin Friedrichstraße, nur von West-Berlin aus zugänglich, daher auch mit Schaufenstern, die sonst nicht vorhanden waren. Ebenso gehörten Bücher nicht zum Angebot von Intershops.

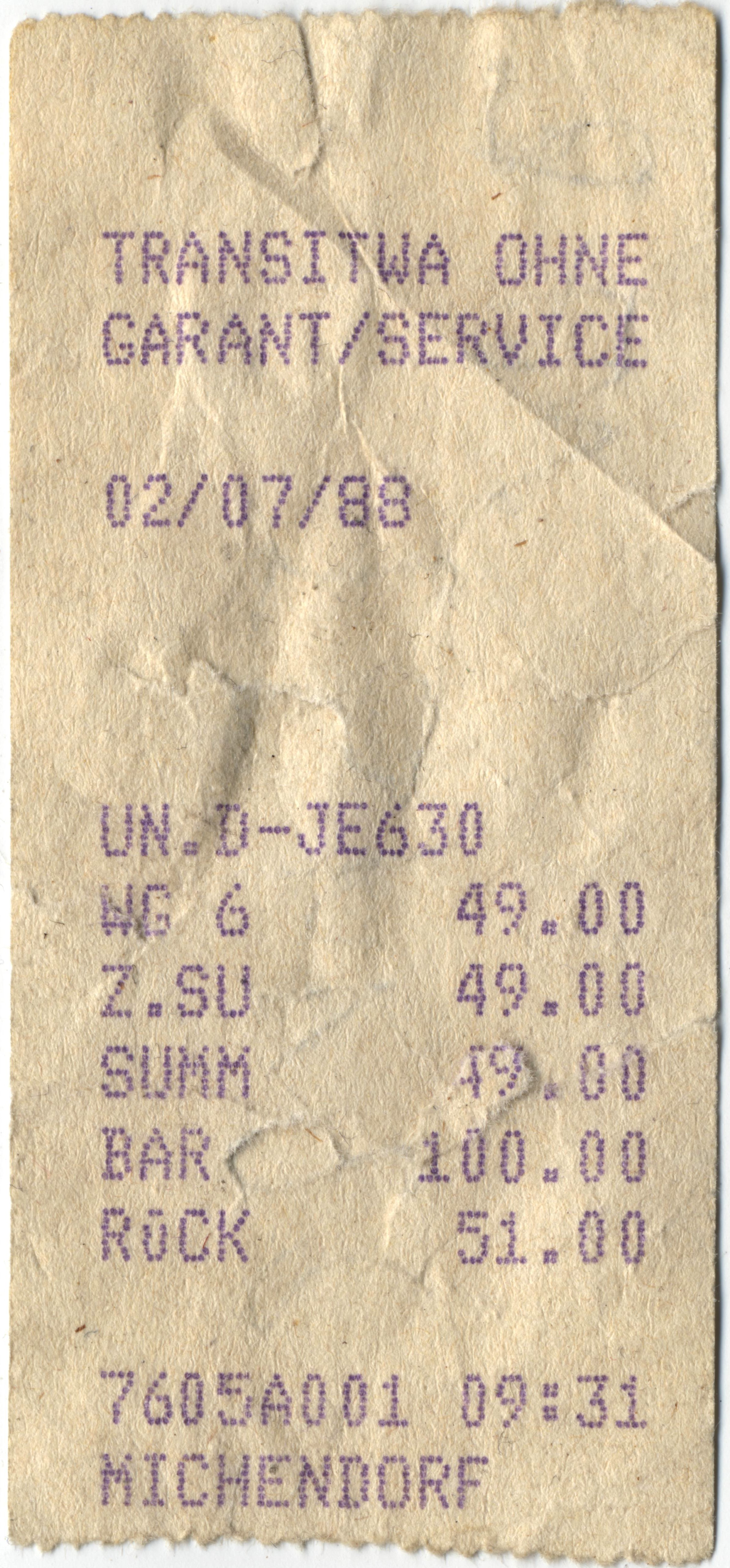
Kassenbon aus dem Intershop an der Transit-Raststätte Michendorf

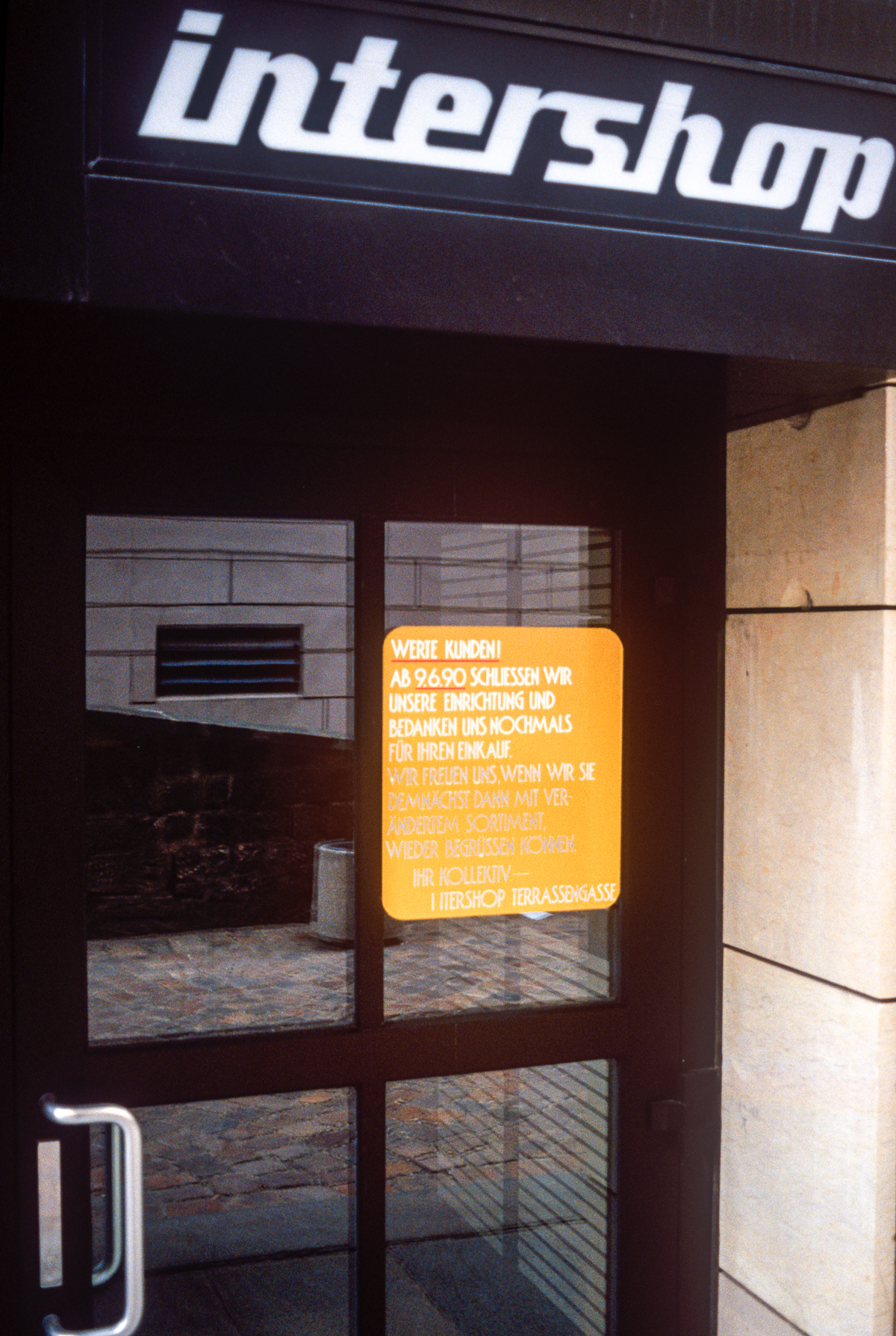
Die Eingangstür des 1990 geschlossenen Intershops Terrassengasse Dresden verspricht eine baldige Rückkehr mit erneuertem Sortiment.

Am 1. Januar 1977 wurde die forum HG gegründet, ein zentral geleitetes Organ, das den Valutahandel in der DDR koordinierte. Leiter Kommerzielle Koordinierung (KoKo) im Ministerium für Außenhandel war Alexander Schalck-Golodkowski, zu dessen Aufgaben auch die Verwaltung des Intershop-Handels und damit auch die forum hg gehörten. 
Am 16. April 1979 wurde die forum HG in der DDR öffentlich wahrnehmbar mit ihren kleinen, bunten Papierstreifen, die wie Spielgeld aus dem Kaufmannsladen aussahen – die sogenannten „Mark-Wertschecks der forum Handelsgesellschaft mbH“: Ab diesem Tag mussten DDR-Bürger, um weiterhin im Intershop einkaufen zu können, Valuta zuvor bei der Staatsbank der DDR in dieses bald Forumschecks genannte, DDR-interne Zahlungsmittel umtauschen. Nicht-DDR-Bürger zahlten weiterhin in Valuta. Eine Forumscheck-Mark entsprach einer D-Mark, die kleinste Stückelung waren 50 Forumscheck-Pfennig. Kleinere Beträge wurden bei Zahlung mit Forumschecks meist in Form von Schokoladentäfelchen oder Lutschern à 10 Pfennig erstattet. Der Grund für die Einführung der Forumschecks: Die DDR-Staatsführung kam auf diese Weise früher an die Valuta-Währungen, denn die Forumschecks wurden selten noch am selben Tag, oft auch erst Wochen oder Monate später in den Intershop-Läden eingelöst.  
In den 1980er Jahren gab es 380 Filialen, der Umsatz ging in die Milliarden. Seit 1962 wurden in der DDR die zuletzt 300 Filialen von Exquisit (für hochwertige Bekleidung/Schuhe/Kosmetika) und seit 1976 550 Geschäfte von Delikat (für hochwertige Nahrungsmittel/Feinkost) aufgebaut. Sie ermöglichten auch Bürgern der DDR ohne Westgeld den Zugang zu hochwertigen Waren, um Kaufkraft abzuschöpfen. 1988 waren es 416 Shops.
Das Ministerium für Staatssicherheit (MfS) überwachte die Intershops sehr stark. Oft arbeiteten Angehörige von MfS-Mitarbeitern oder -Funktionären im Verkauf. Teilweise wurden auch Überwachungskameras eingesetzt; anfangs wurden sogar die Pässe kontrolliert. Auch der Warentransport war gut gesichert. Trotzdem kam es zu zahlreichen Diebstählen und einigen teilweise bewaffneten Überfällen auf Intershop-Filialen. Bei der Aufklärung war neben der Volkspolizei immer auch das MfS beteiligt. Man stellte fest, dass auch Filialleiter und Angestellte häufig zu den Tätern gehörten. Daher wurde seit den 1980er Jahren ein Teil des Lohns in Westgeld an das Verkaufspersonal ausgezahlt. Trinkgelder mussten nach festen Regeln abgeführt werden.
Da man im Intershop nicht fotografieren durfte, existieren nur sehr wenige Fotos aus dem Inneren der Läden. Die meisten stammen vom MfS. Der westdeutsche Fotograf Günter Schneider erstellte im Rahmen einer größeren Reportage über die Transitstrecken zahlreiche Fotos von Intershopläden.
Nach den Steuergesetzen der Bundesrepublik war der steuerfreie Einkauf in Intershops für Bürger der Bundesrepublik Deutschland und Berlin (West) nur dann legal, wenn sie in die DDR eingereist waren. Kunden des Intershops auf dem U-Bahnhof Friedrichstraße, der vom Westberliner U-Bahn-Netz aus ohne Grenzübergang zugänglich war, wurden deshalb vielfach bei der Rückkehr auf Westberliner Gebiet von West-Zollbeamten angehalten und mussten die nicht gezahlte Umsatzsteuer nachzahlen.

## Finanzbilanz
Mit Einführung der Forum-Schecks 1979 sank der Umsatz im Intershop auf 774 Millionen D-Mark (1978: 896 Millionen D-Mark). Ab 1985 wurde jährlich mehr als eine Milliarde D-Mark umgesetzt. Zum Vergleich: Die DDR-Auslandsschulden betrugen am Ende der 1980er Jahre 26,5 Milliarden US-Dollar – dieser Summe standen eigene Guthaben und Forderungen von 15,7 Milliarden US-Dollar gegenüber. Einen beträchtlichen Anteil davon erwirtschaftete das KoKo-Imperium unter Leitung von Alexander Schalck-Golodkowski, zu dem auch die Intershop-Ladenkette gehörte.

## Filialen
| Jahr | Intershops |
| ---- | ---------- |
| 1977 | 271        |
| 1988 | 416        |
| 1989 | 470        |

## Ähnliche Geschäfte
- Genex (Versandhandel) – DDR
- Baltona – VR Polen
- Pewex – VR Polen
- Tuzex – ČSSR
- Corecom – VR Bulgarien
- Berjoska – UdSSR
- Freundschaftsladen – VR China